# 申果庄乡
申果庄乡（羅馬化：Syrggozzur Xie）是中华人民共和国四川省凉山彝族自治州越西县下辖的一个乡镇级行政单位。2021年1月12日，撤销瓦曲觉乡、申果乡和申普乡，设立申果庄乡。以原瓦曲觉乡、原申果乡和原申普乡所属行政区域为申果庄乡的行政区域。
原凉北林业局在1960年成昆铁路建设期间进入申果庄地区，并设申果庄林场（511林场）。2000年筹建四川申果庄省级大熊猫自然保护区，2002年批准成立，主要珍稀濒危野生动植物以大熊猫、小熊猫、珙桐、红豆杉为主。申果庄乡东部的尔曲和普山和美姑县交界，山顶4月~7月为杜鹃花季。

## 行政区划
申果庄乡下辖以下地区：
申果村、达布村、沙苦村、平桥村、尔吉村、丰收村和合木村。
原瓦曲觉乡撤销前下辖以下地区：
瓦曲觉村、俄洛村、呷多村、河西村、洛木村和尔口村。
原申普乡撤销前下辖以下地区：
里觉村、合觉村、古作村、瓦依村、果吉村、西洛村、入阿觉村和共和村。